# Allgäu-Franken-Express
| Allgäu-Franken-Express bei Treuchtlingen |                 |                           |                      |
| Kursbuchstrecke (DB): | 910, 970        |                           |                      |
| Streckenlänge: | 329 bzw. 282 km |                           |                      |
| |                 |                           |                      |
| Verlauf |                 |                           |                      |
| \| \| 0 \| Nürnberg Hbf \| Nürnberg Hbf \| \| \| 62 \| Treuchtlingen \| Treuchtlingen \| \| \| 96 \| Donauwörth \| Donauwörth \| \| \| 137 \| Augsburg Hbf \| Augsburg Hbf \| \| \| 177 \| Buchloe \| Buchloe \| \| \| 197 \| Kaufbeuren \| Kaufbeuren \| \| \| 240 \| Kempten (Allgäu) Hbf \| Kempten (Allgäu) Hbf \| \| \| 250 \| Martinszell (Allgäu) \| Martinszell (Allgäu) \| \| \| \| (Flügelung in Immenstadt) \| \| \| \| 261 \| Immenstadt \| Immenstadt \| \| \| 265 \| Blaichach (Allgäu) \| Blaichach (Allgäu) \| \| \| 269 \| Sonthofen \| Sonthofen \| \| \| 272 \| Altstädten (Allgäu) \| Altstädten (Allgäu) \| \| \| 276 \| Fischen \| Fischen \| \| \| 278 \| Langenwang (Schwab) \| Langenwang (Schwab) \| \| \| 282 \| Oberstdorf \| Oberstdorf \| \| \| 277 \| Oberstaufen \| Oberstaufen \| \| \| 290 \| Röthenbach (Allgäu) \| Röthenbach (Allgäu) \| \| \| 295 \| Heimenkirch \| Heimenkirch \| \| \| 306 \| Hergatz \| Hergatz \| \| \| 329 \| Lindau-Insel \| Lindau-Insel \| |                 |                           |                      |
| Kopfbahnhof Streckenanfang (Strecke außer Betrieb) | 0               | Nürnberg Hbf              | Nürnberg Hbf         |
| Bahnhof (Strecke außer Betrieb) | 62              | Treuchtlingen             | Treuchtlingen        |
| Bahnhof (Strecke außer Betrieb) | 96              | Donauwörth                | Donauwörth           |
| Bahnhof (Strecke außer Betrieb) | 137             | Augsburg Hbf              | Augsburg Hbf         |
| Bahnhof (Strecke außer Betrieb) | 177             | Buchloe                   | Buchloe              |
| Bahnhof (Strecke außer Betrieb) | 197             | Kaufbeuren                | Kaufbeuren           |
| Bahnhof (Strecke außer Betrieb) | 240             | Kempten (Allgäu) Hbf      | Kempten (Allgäu) Hbf |
| Haltepunkt / Haltestelle (Strecke außer Betrieb) | 250             | Martinszell (Allgäu)      | Martinszell (Allgäu) |
| |                 | (Flügelung in Immenstadt) |                      |
| Bahnhof (Strecke außer Betrieb) · Strecke (außer Betrieb) | 261             | Immenstadt                | Immenstadt           |
| Strecke (außer Betrieb) · Bahnhof (Strecke außer Betrieb) | 265             | Blaichach (Allgäu)        | Blaichach (Allgäu)   |
| Strecke (außer Betrieb) · Bahnhof (Strecke außer Betrieb) | 269             | Sonthofen                 | Sonthofen            |
| Strecke (außer Betrieb) · Bahnhof (Strecke außer Betrieb) | 272             | Altstädten (Allgäu)       | Altstädten (Allgäu)  |
| Strecke (außer Betrieb) · Bahnhof (Strecke außer Betrieb) | 276             | Fischen                   | Fischen              |
| Strecke (außer Betrieb) · Bahnhof (Strecke außer Betrieb) | 278             | Langenwang (Schwab)       | Langenwang (Schwab)  |
| Strecke (außer Betrieb) · Kopfbahnhof Streckenende (Strecke außer Betrieb) | 282             | Oberstdorf                | Oberstdorf           |
| Haltepunkt / Haltestelle (Strecke außer Betrieb) | 277             | Oberstaufen               | Oberstaufen          |
| Bahnhof (Strecke außer Betrieb) | 290             | Röthenbach (Allgäu)       | Röthenbach (Allgäu)  |
| Haltepunkt / Haltestelle (Strecke außer Betrieb) | 295             | Heimenkirch               | Heimenkirch          |
| Bahnhof (Strecke außer Betrieb) | 306             | Hergatz                   | Hergatz              |
| Kopfbahnhof Streckenende (Strecke außer Betrieb) | 329             | Lindau-Insel              | Lindau-Insel         |

Als Allgäu-Franken-Express bezeichnete die Deutschen Bahn eine Regional-Express-Linie zwischen dem Allgäu, Augsburg und Nürnberg. Der Vertrag zur Führung dieser Linie durch die Deutsche Bahn lief 2019 aus.
Mit Einführung von Liniennummern im bayerischen Schienenpersonennahverkehr zum Fahrplanwechsel im Dezember 2020 wurde der Allgäu-Franken-Express von den Linien RE7 (Lindau–Nürnberg) und RE17 (Oberstdorf–Nürnberg) abgelöst.

## Entwicklung
Der Allgäu-Franken-Express verkehrte ab dem Fahrplanwechsel am 10. Dezember 2006, um einen Teil der Fernverkehrszüge zu ersetzen, die seither zwischen Nürnberg und München die Schnellfahrstrecke Nürnberg–Ingolstadt benutzten und nicht mehr über Augsburg, Donauwörth und Treuchtlingen fuhren. Die hierbei eingesetzten Züge der Baureihe 612 verkehrten mit bis zu 160 km/h und waren mit einer Fahrzeit von 69 bis 71 Minuten zwischen Nürnberg und Augsburg genauso schnell wie die ICE-T-Züge der ICE-Linie 28, aber fünf Minuten schneller als die ICE-Züge der Bauart ICE 2.
Werktäglich wurden anfangs vier Zugpaare zwischen Nürnberg und Augsburg angeboten, drei davon ab sowie zwei bis Lindau. Größtenteils hielten die Züge zwischen den beiden Großstädten in Donauwörth, in Fahrtrichtung Augsburg teilweise in Treuchtlingen. Am Wochenende galt ein ähnliches Angebot, ein Zugpaar fuhr dabei ab Augsburg nach Kempten. Zum Fahrplanwechsel im Dezember 2007 wurde ein Zugpaar bis nach Oberstdorf verlängert.
Laut Angaben der Deutschen Bahn übertraf die Nachfrage in ersten Betriebsmonaten die Erwartungen deutlich. In den ersten hundert Tagen habe das Unternehmen rund 200.000 Fahrgäste, mit steigender Tendenz, gezählt. Unerwartet war vor allem, dass viele Fahrgäste aus dem Allgäu nicht in Augsburg ausstiegen, sondern bis Nürnberg durchfuhren. Im ersten Betriebsjahr nutzten knapp eine Million Menschen das neue Zugangebot.
Ab dem Fahrplanwechsel im Dezember 2010 verkehrten werktags nur noch zwei Zugpaare. Samstags bestand eine dritte Fahrtmöglichkeit aus dem Allgäu nach Nürnberg, an Sonn- und Feiertagen existierte jedoch nur noch eine Verbindung in diese Richtung. Als Grund nannte die Deutsche Bahn Bauarbeiten im Streckenabschnitt München–Ingolstadt, weshalb einige ICE-Züge zwischen München und Nürnberg über Augsburg geführt werden mussten. Laut bayerischer Staatsregierung, die als Besteller für den Nahverkehr in Bayern fungiert, würde eine tägliche Frühverbindung von Nürnberg nach Oberstdorf und Lindau eingerichtet, „die Tagesausflüge aus dem Großraum Nürnberg ins Allgäu und an den Bodensee ermögliche“. Die vorhandene Rückfahrtmöglichkeit am Abend ab Oberstdorf und Lindau nach Nürnberg bliebe bestehen.
In den Fahrplanjahren 2012 bis 2015 verkehrten von Montag bis Samstag zwei Züge von Nürnberg ins Allgäu und drei Züge aus dem Allgäu nach Nürnberg. Sonntags fuhren in beide Richtungen zwei Züge. Im Fahrplan 2016 wurde das Angebot nochmals ausgedünnt, es verkehrten fortan täglich zwei Zugpaare. Mit dem Fahrplanwechsel im Dezember 2017 entfielen die zuvor nur in Richtung Nürnberg bedienten Halte in Bobingen, Schwabmünchen, Biessenhofen und Günzach. Im Dezember 2018 wurde ein drittes Zugpaar hinzugefügt, somit verkehrte der Zug je Richtung vormittags, mittags und abends. Zum Fahrplanwechsel im Dezember 2019 stellte die Deutsche Bahn das Zugpaar zur Mittagszeit ein; danach verkehrten wieder täglich zwei Zugpaare.

## Genutzte Strecken
- Bahnstrecke Buchloe–Lindau
- Bahnstrecke Immenstadt–Oberstdorf
- Bahnstrecke Augsburg–Buchloe
- Bahnstrecke Augsburg–Nördlingen
- Bahnstrecke Donauwörth–Treuchtlingen
- Bahnstrecke Treuchtlingen–Nürnberg